# Laurière
Laurière (en occitano L'Auriéra) es una población y comuna francesa, situada en la región de Lemosín, departamento de Alto Vienne, en el distrito de Limoges y cantón de Laurière.

## Demografía
Para el año 2021, la población total de Laurière era de 532 habitantes.
| 853 | 800 | 696 | 688 | 601 | 578 | 612 | 576 | 581 | 532 |
| Para los censos de 1962 a 1999 la población legal corresponde a la población sin duplicidades (Fuente: INSEE [Consultar]) |     |     |     |     |     |     |     |     |     |